# 일리야 브리즈갈로프
일리야 니콜라예비치 브리즈갈로프(러시아어: Илья́ Никола́евич Брызга́лов, 1980년 6월 22일~)는 러시아의 아이스하키 선수이다. 포지션은 골텐더로 내셔널 하키 리그(NHL)의 애너하임 덕스, 피닉스 카이오티스, 필라델피아 플라이어스, 에드먼턴 오일러스, 미네소타 와일드 소속으로 활약했다. 2000년에 NHL 드래프트에서 전체 44위로 마이티 덕스 오브 애너하임의 지명을 받았으며, NHL에 입성했으며, 2007년에 애너하임 소속으로 스탠리 컵 우승을 차지했다.
국제 대회에 러시아 국가대표팀의 일원으로 활동하며 올림픽에 3회 참가했으며, 2002년 동계 올림픽에서 동메달을 획득했으다. 또한 2009년 세계 선수권 대회에서 우승을 차지했다.